# Непочатых, Илья Кириллович
Илья Кириллович Непочатых (1914—1994) — лейтенант Советской Армии, участник Великой Отечественной войны, Герой Советского Союза (1944).

## Биография
Родился 1 августа 1914 года в деревне 1-я Малая Долженкова (ныне — Октябрьский район Курской области). После окончания пяти классов школы работал в колхозе. В 1936 году служил в Рабоче-крестьянской Красной Армии. В 1939 году повторно был призван в армию, участвовал в польском походе. В июне 1941 года он в третий раз был призван на службу. С июля того же года — на фронтах Великой Отечественной войны. В 1942 году окончил курсы младших лейтенантов.
К сентябрю 1943 года лейтенант Илья Непочатых командовал взводом 759-го стрелкового полка 163-й стрелковой дивизии 38-й армии Воронежского фронта. Отличился во время освобождения Сумской и Киевской областей Украинской ССР. 14 сентября 1943 года во время форсирования реки Сула в районе города Ромны заменил собой выбывшего из строя командира роты и успешно ею руководил. Также успешно действовал в боях на плацдарме на западном берегу Днепра в районе села Жуковка Вышгородского района Киевской области.
Указом Президиума Верховного Совета СССР «О присвоении звания Героя Советского Союза генералам, офицерскому, сержантскому и рядовому составу Красной Армии» от 10 января 1944 года за «образцовое выполнение боевых заданий командования на фронте борьбы с немецко-фашистскими захватчиками и проявленные при этом отвагу и геройство» был удостоен высокого звания Героя Советского Союза с вручением ордена Ленина и медали «Золотая Звезда».
В 1946 году был уволен в запас. Проживал и работал сначала в родной деревне, затем в Курске. Умер в 1994 году. Похоронен на Никитском кладбище Курска.
Был также награждён орденом Отечественной войны 1-й степени и рядом медалей.